# Запис млади орах код моста (Сладаја)
Запис млади орах код моста (Сладаја) се налази на парцели чији је власник Република Србија.

## Локација
| Општина             | Деспотовац                                                                  |
| Катастарска општина | Сладаја                                                                     |
| Потес               | Село                                                                        |
| Координате          | 44° 07′ 15″ С; 21° 33′ 33″ И / 44.120699999999999° С; 21.559100000000001° И |
| Надморска висина    | 436m                                                                        |

## Карактеристике
Дендрометријске вредности утврђене на терену и сателитским снимцима:
| Стабло                     | Орах |
| Висина стабла              | m    |
| Обим дебла                 | m    |
| Пречник крошње             | 2m   |
| Пречник дебла              | m    |
| Висина дебла до прве гране | m    |

## База записа
Запис је у оквиру Викимедија пројекта "Запис - Свето дрво" заведен под редним бројем 0415.